# Bisdom Ragusa
Het bisdom Ragusa (Latijn: Dioecesis Ragusiensis; Italiaans: Diocesi di Ragusa) is een in Italië gelegen rooms-katholiek bisdom met zetel in de stad Ragusa in de gelijknamige provincie op het eiland Sicilië. Het bisdom behoort tot de kerkprovincie Syracuse en is, samen met het bisdom Noto, suffragaan aan het aartsbisdom Syracuse.
Het bisdom Ragusa werd opgericht op 6 mei 1950 en werd suffragaan aan Syracuse.

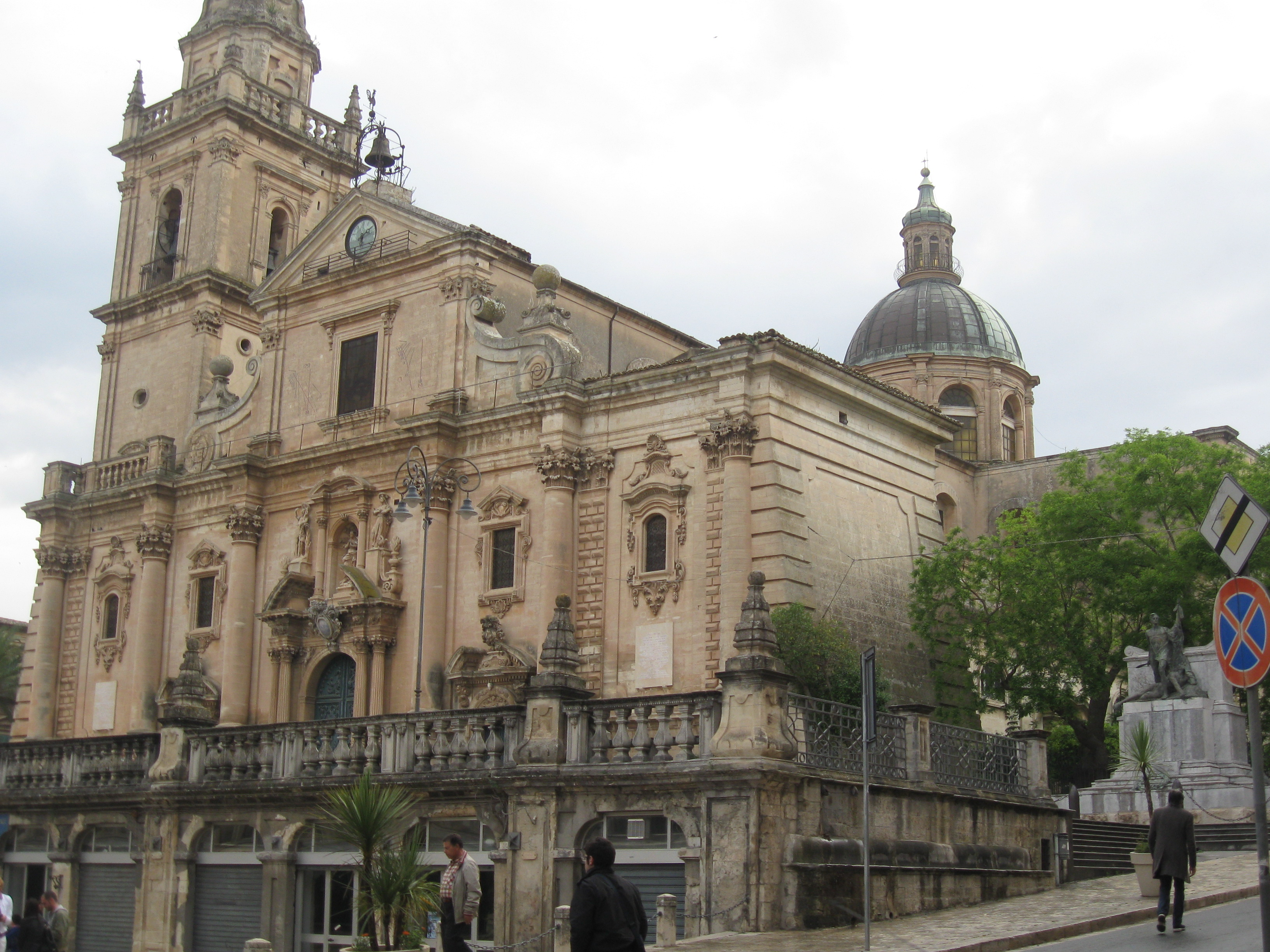
Kathedraal van Ragusa